# Vurğun Hüseynov
Vurğun Hüseynov (Baku, 25 aprile 1988) è un ex calciatore azero, di ruolo difensore.

## Carriera

### Club
Ha sempre giocato nella massima serie del proprio paese con varie squadre.

### Nazionale
Debutta nel 2010 con la nazionale azera.